# Лёйтеманн, Генрих
Готтлоб Генрих (Хенрик) Лёйтеманн (нем. Gottlob Heinrich Leutemann; 8 октября 1824, Гросцшохер, Германский союз — 14 декабря 1905, Витгенсдорф, Королевство Саксония) — немецкий художник, анималист, иллюстратор.

## Биография
В 1838—1846 обучался в Академии художеств в Лейпциге. Работал над фресками в Веймарском замке и витражами монастырской церкви в Штутгарте.
С 1850 — иллюстратор и сотрудник журналов в Лейпциге, в том «Illustrierte Zeitung».
Автор литографий для учебных плакатов, многочисленных картографических работ, ряда лепорелло, иллюстраций книг для детей о стране, людях и животных, зоологического атласа.
Создал много графических рисунков о жизни в далёких краях, иллюстрирующих представителей различных типов и рас человека (1888), среди них: аборигены Австралии, папуасы Полинезии, эскимосы, американские индейцы, готтентоты, негров, нубийцы, арабы, индийцы, китайцы, японцы и др.
Кроме того, создал ряд иллюстраций на классические темы; такие, как «Битва амазонок», «Тевтонские женщины кончают жизнь самоубийством на вагенбурге», «Акрополь в Афинах», «Птолемей — отец астрономии» и другие.

## Галерея

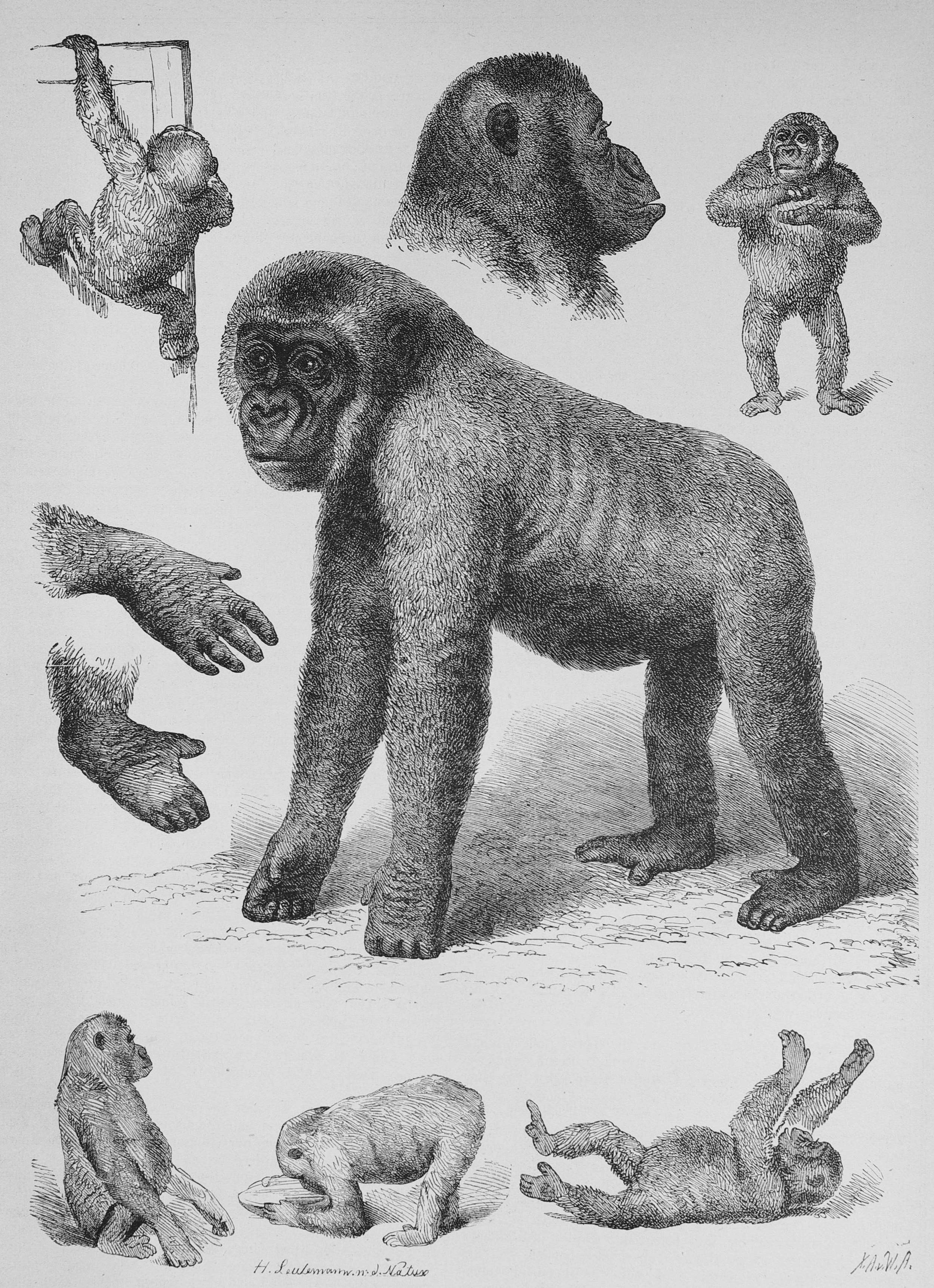
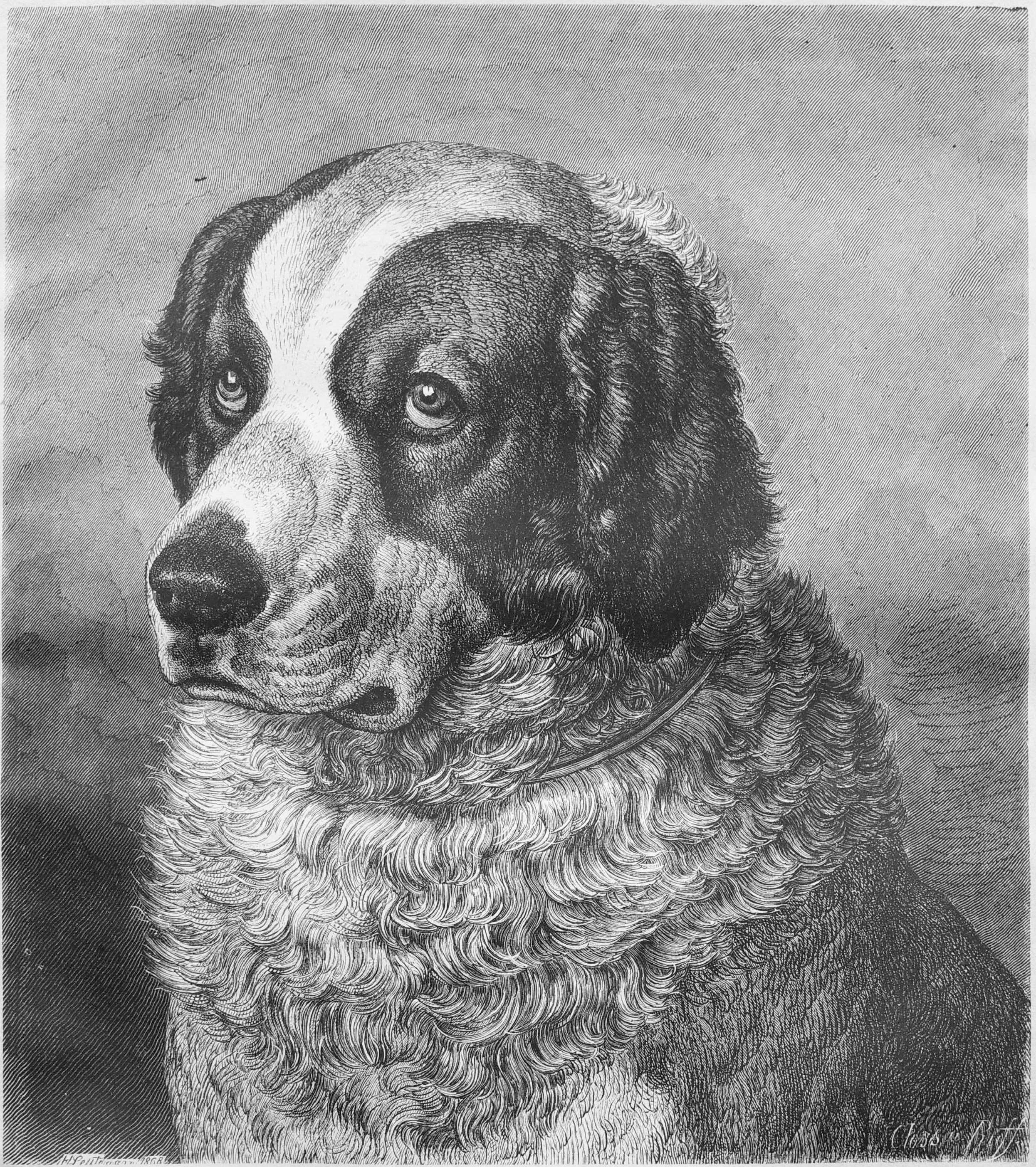
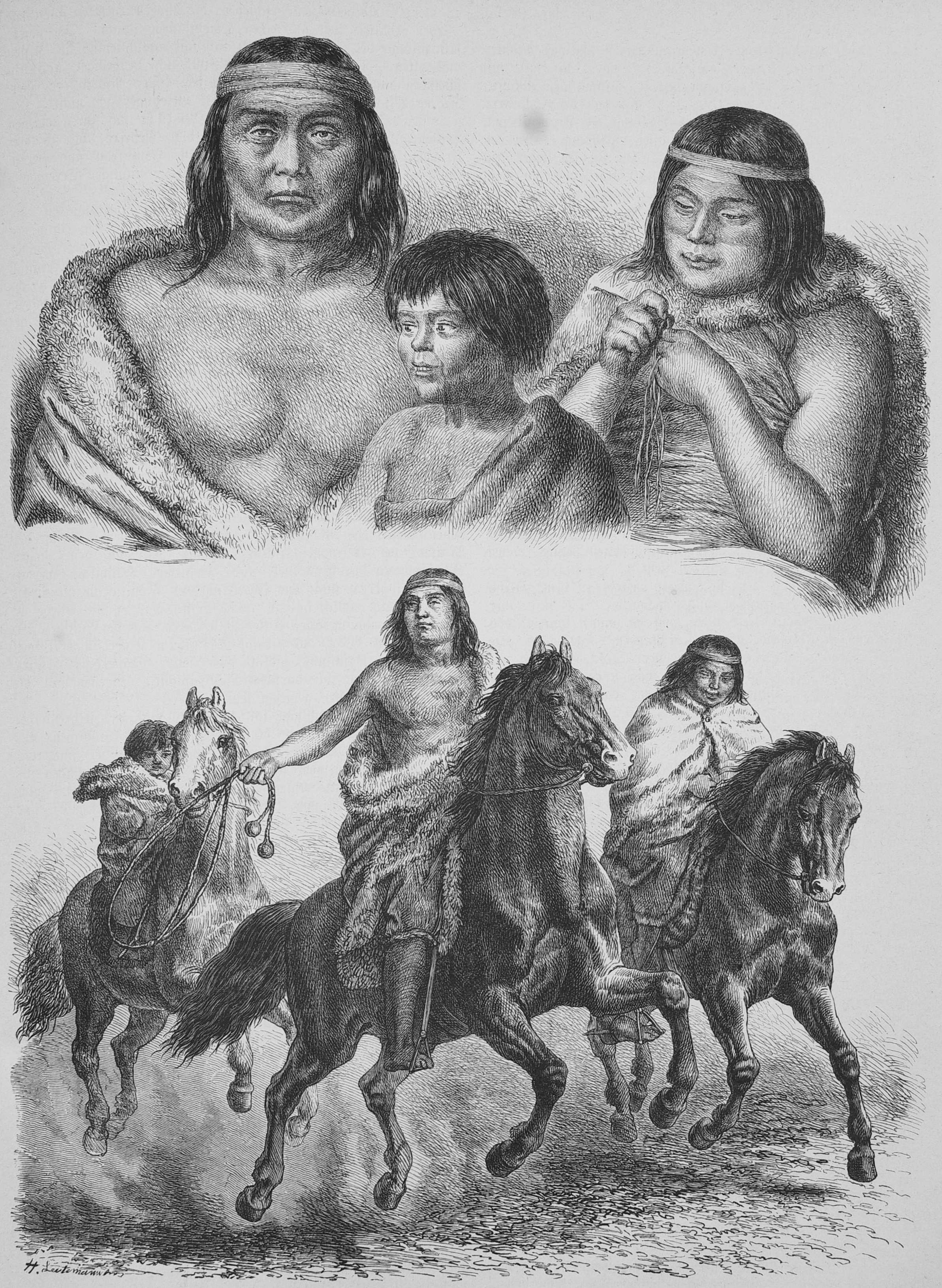
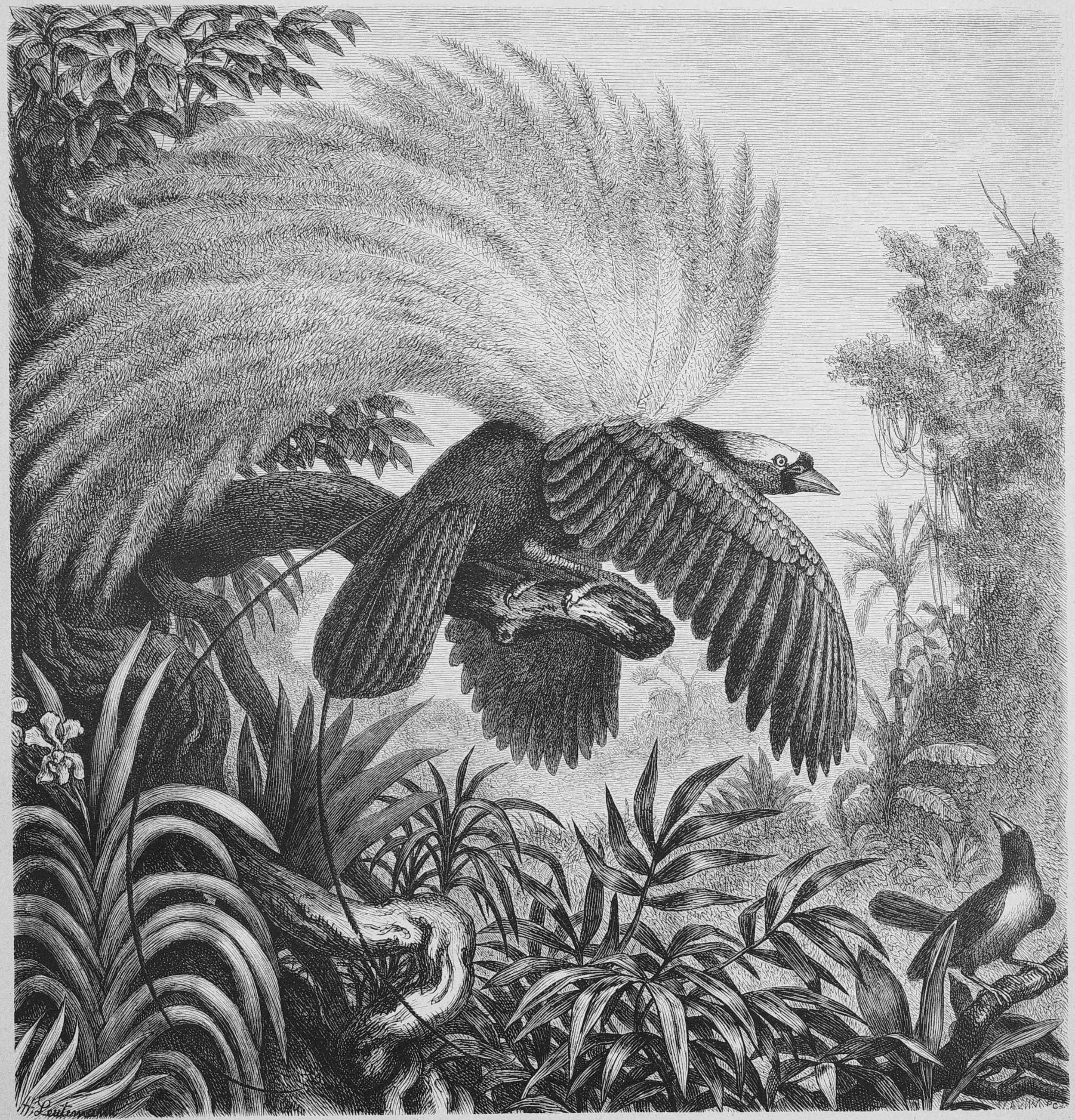
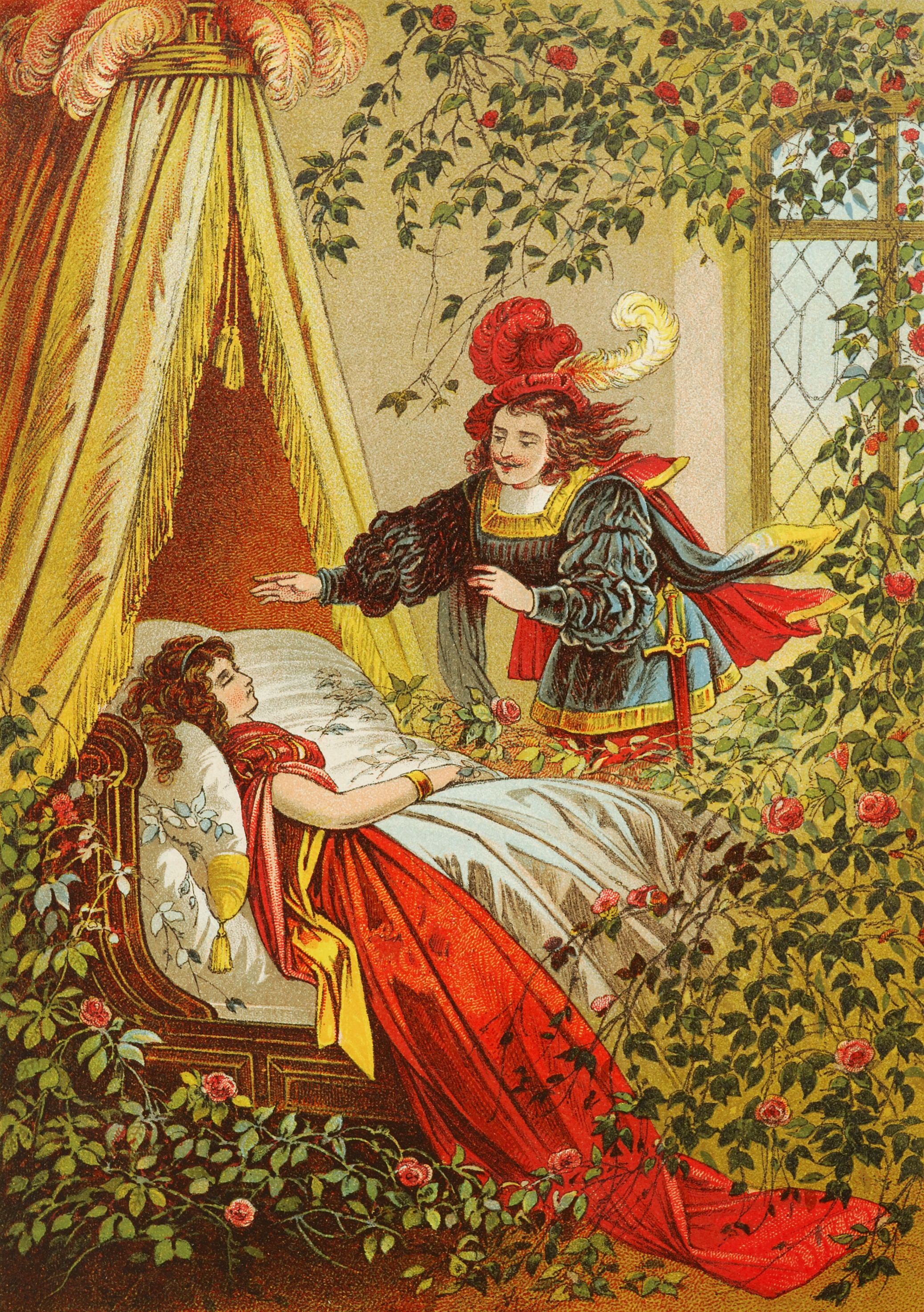
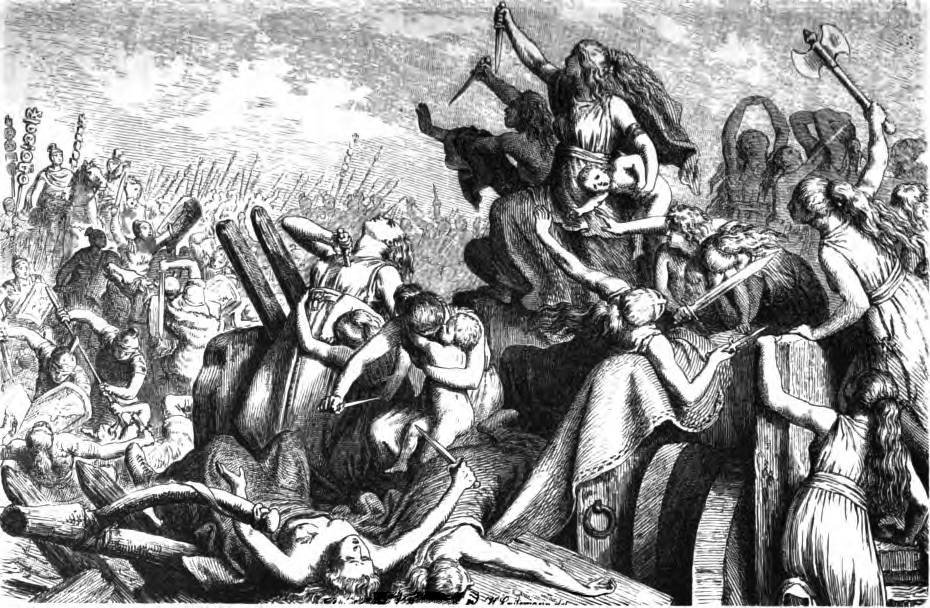